# Lisette Hatzfeld
Elisabetha (Lisette) Franziska Hatzfeld (* 18. März 1823 in Mannheim; † nach 1853) war eine Teilnehmerin der Badischen Revolution 1848/49.

## Leben
Elisabetha Hatzfeld, genannt Lisette, wurde am 18. März 1823 in Mannheim als eines von neun Kindern der Eheleute Juliane Hatzfeld (geb. Groß) und Christian Ludwig Hatzfeld geboren. Ihre 1787 geborene Mutter starb bereits 1837, der Vater, ein Schuhmachermeister, im Jahre 1841. Es ist nicht bekannt, womit Lisette Hatzfeld und ihre Geschwister nach dem Tod des Vaters ihren Lebensunterhalt bestritten. Lisette Hatzfeld wechselte jedoch oft ihren Wohnort, der meist am schlecht beleumundeten und den Ärmeren vorbehaltenen Stadtrand Mannheims lag. 1843 wurde sie Mutter eines unehelichen Kindes, das bereits 1847 verstarb.
Mannheim war eine Hochburg der Revolution 1848/49, die wie auch an anderen Orten von vielen Frauen begeistert unterstützt wurde. Lisette Hatzfeld war dabei, als am 26. April 1848 nach Zusammenstößen zwischen Soldaten und Handwerksgesellen Menschen zusammenströmten und es zu Auseinandersetzungen kam. An der Schiffbrücke zwischen Mannheim und Ludwigshafen entwickelte sich ein Schusswechsel mit bayerischen Truppen und es kam zum Barrikadenbau durch die Bevölkerung.
Nach diesen Ereignissen berichtete die Mannheimer Abendzeitung anerkennend von einer Frau, die unter dem anhaltenden Gewehrfeuer furchtlos beim Bau der Barrikade half und „manchem Mann zum Vorbild dienen“ könne. Amand Goegg, einer der führenden Köpfe der badischen Revolution, schreibt in seiner Schrift über die Revolution von einer Frau, die „eine schwarz-roth-goldene Fahne unter dem Feuer der Bayern  aufpflanzte“. Und der Mannheimer Konditor und Gemeinderat Carl Hoff berichtet in seinen Erinnerungen: „Die lüderliche Tochter unseres ehrenwerthen Schusters H. […] hatte beim ‚Brückensturm‘ die schwarz-roth-gelbe Fahne getragen“.
Diese Schusterstochter war Lisette Hatzfeld, die als einzige Frau aus einer umfangreichen Personengruppe im Jahr 1849 wegen „Theilnahme am Aufruhr“ zu einer achtwöchigen Gefängnisstrafe verurteilt wurde.
Lisette Hatzfeld gelang es nach ihrem Gefängnisaufenthalt und dem Scheitern der Revolution nicht mehr, sich einen Lebensunterhalt zu verschaffen. Nach der Geburt eines zweiten unehelichen Kindes im Jahr 1853 beantragte sie, auf Stadtkosten nach Amerika auswandern zu dürfen. In der Auswandererkartei ist ihre bittere Aussage vermerkt: „Durch die bekannten unglücklichen Ereignisse der Jahre 1848 und 1849, wo ich einen großen Fehler begangen habe, habe ich alles Vertrauen verloren, und so stehe ich verlassen da, niemand gibt mir etwas zu verdienen.“ Die Auswanderung wurde am 19. Mai 1853 genehmigt; ihr Sohn starb während der Überfahrt nach New York am 12. Juli 1853. Über Lisette Hatzfelds Verbleib in Nordamerika ist nichts bekannt.

## Ehrungen

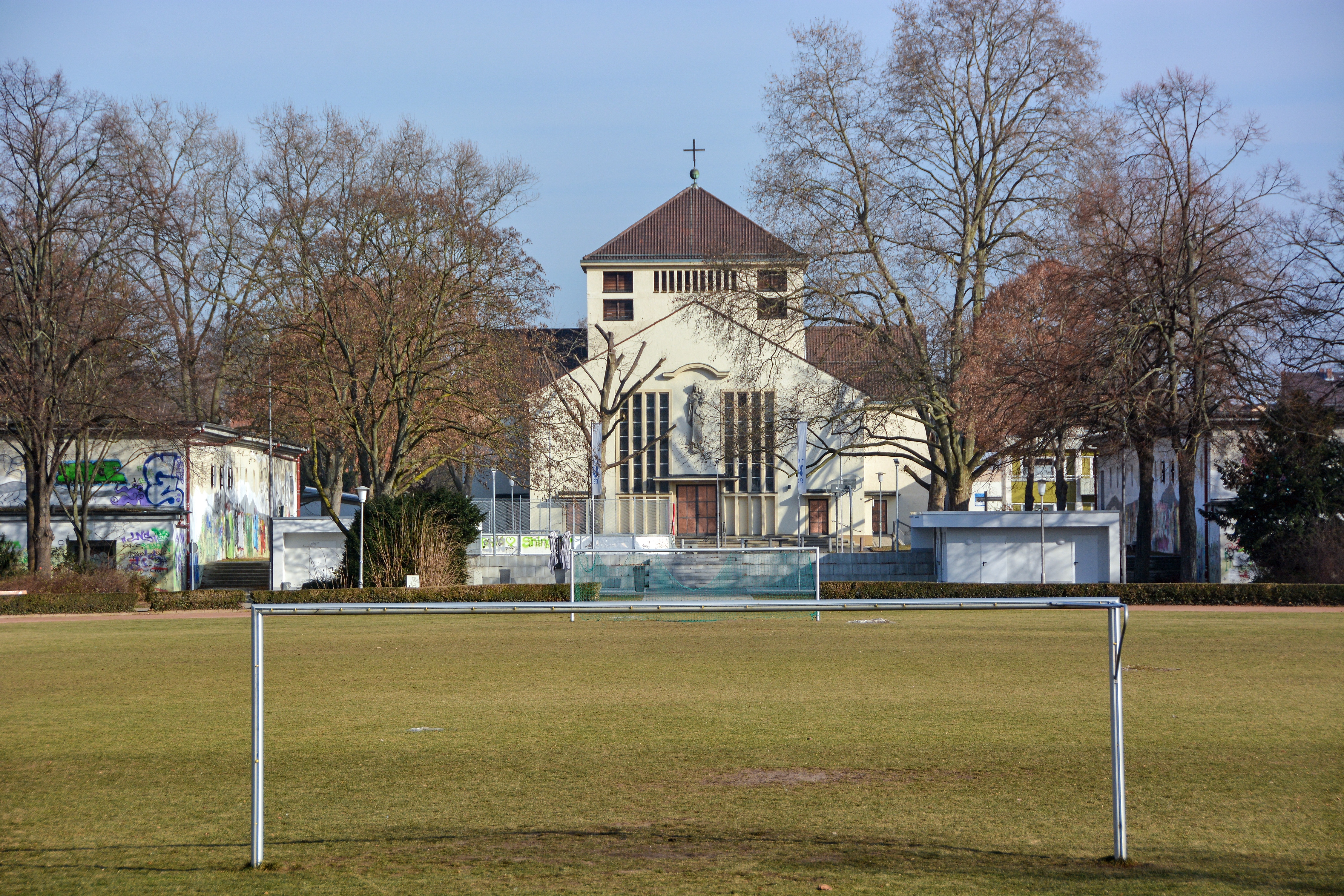
48er-Platz in Mannheim-Almenhof. Im Hintergrund vor der Maria-Hilf-Kirche der Lisette-Hatzfeld-Platz

Im Mai 2021 wurde im Mannheimer Stadtteil Almenhof ein Platz – gelegen an der August-Bebel-Straße und zwischen den beiden östlich gelegenen Bunkern vor dem 48er Platz – nach Lisette Hatzfeld benannt. Bis dahin trugen die Straßen des Stadtteils nur die Namen männlicher Teilnehmer der Revolution 1848/49.
Auf den Barrikadenbau und Lisette Hatzfeld verweist auch einer der Mannheimer „Stadtpunkte“.
Das Künstlerduo Mehrdad Zaeri und Christina Laube gestalteten 2022 die beiden Stirnseiten der Bunker am Lisette-Hatzfeld-Platz (⊙)  mit zwei Wandbildern mit acht Frauen und erinnert an sie.